# 창원실내체육관
창원실내체육관(昌原室內體育館)은 경상남도 창원시 의창구 원이대로 450 창원스포츠파크 안에 위치하고 있는 체육관이다. 연면적은 14,146 제곱미터이며 수용인원은 6000명이다. 하지만 2018년 12월 31일 창원LG vs 부산kt 경기에서 7500여명이 넘는 관중이 입장하였다. 지하 1층 보조경기장은 배드민턴장으로 이용되고 있으며 1층은 주경기장으로 현재 창원 LG 세이커스의 홈 경기장으로 사용되고 있다. e스포츠와도 인연이 깊은데 지금은 없어진 대회인 경남 - STX컵 마스터즈 결승전이 2007년부터 2011년까지 4년간 치러졌고 아발론 온라인 MSL 2009 결승전 또한 이 경기장에서 펼쳐졌다.

## 부대 시설
- 지하 1층 : 보조경기장 (배드민턴 경기장)